# Angelburg (Berg)
Die Angelburg nahe Hirzenhain-Bahnhof im Schelder Wald, im mittelhessischen Lahn-Dill-Kreis, ist mit 609,4 m ü. NHN der höchste Berg des Gladenbacher Berglandes und Teil der Bottenhorner Hochflächen.

## Geographie

### Lage
Die Angelburg erhebt sich im Nordosten des Lahn-Dill-Kreises unweit der Nahtstelle zum Landkreis Marburg-Biedenkopf. Der Gipfel des im Naturpark Lahn-Dill-Bergland befindlichen Berges liegt im östlichen Eschenburger Gemeindegebiet 1,6 km östlich von Hirzenhain-Bahnhof (zu Eschenburg), 2,4 km südsüdöstlich von Lixfeld (zu Angelburg), 3,5 km westlich von Bottenhorn (zu Bad Endbach) und 1,5 km (jeweils Luftlinie) nordwestlich von Wallenfels (zu Siegbach). Nördlich des Berges befindet sich das Gemeindegebiet von Angelburg und östlich und südlich jenes von Siegbach. Südlich der Angelburg entspringt der Gansbach und östlich der Siegbach. Im unteren Bereich der Nordwestflanke des Berges befindet sich ein großer Diabas-Tagebau.

### Naturräumliche Zuordnung
Die Angelburg gehört in der naturräumlichen Haupteinheitengruppe Westerwald (Nr. 32), in der Haupteinheit Gladenbacher Bergland (320) und in der Untereinheit Lahn-Dill-Bergland (320.0) zum Naturraum Bottenhorner Hochflächen (320.01).

## Fließgewässer
An der Angelburg und ihren Ausläufern quellende Flüsse entwässern entweder, wie die Gansbach, durch die Perf nach Norden zur Lahn oder durch den Siegbach, die Aar und die Dill nach Süden in die Lahn.
Daher gehört der Berg naturräumlich betrachtet nicht zum Schelder Wald, der sich in der Hauptsache über die Einzugsgebiete der Dill-Nebenflüsse Schelde und Nanzenbach definiert. Dennoch wird sie in vielen Quellen als dessen höchste Erhebung geführt. Korrekterweise muss man den Berg jedoch den reliefärmeren, jedoch absolut gesehen höheren Bottenhorner Hochflächen zuordnen, deren westliches Zentrum sie bildet.

## Schutzgebiete
Auf den Hochlagen, die sich östlich bis südlich an die Gipfelregion der bewaldeten Angelburg anschließen, liegen unter anderem im Bereich der Wilhelmsteine nordöstliche Teile des Fauna-Flora-Habitat-Gebiets Schelder Wald (FFH-Nr. 5216-305; 37,88 km² groß). Innerhalb dieses FFH-Gebiets erstreckt sich, etwas südwestlich vom Berg, das Naturschutzgebiet (NSG) Tringensteiner Schelde (CDDA-Nr. 165950; 1994 ausgewiesen; 84,07 ha). Auf ihrem Nordhang liegt das FFH-Gebiet Strickshute von Frechenhausen (FFH-Nr. 5216-302; 33,32 ha). Dort befindet sich auch das NSG Strickshute von Frechenhausen (CDDA-Nr. 165764; 1982; 34,89 km²). Etwas westlich davon liegt das NSG Beim Sauheckelchen bei Lixfeld (CCDA-Nr. 162363; 1989; 8,41 ha), und östlich befinden sich das FFH-Gebiet Struth von Bottenhorn und Erweiterungsflächen (FFH-Nr. 5216-303; 1,0567 km²) und das NSG Die Struth von Bottenhorn (CCDA-Nr. 162747; 1987; 71,02 ha).

## Geschichte
In der Nähe der Angelburg wurde eine vorgeschichtliche Siedlung mit keltischem Ringwall nachgewiesen (vermutlich durch Steinbruchbetrieb zerstört). Dort fand man auch den Hirzenhainer Keltenstein, der heute in Darmstadt im Museum steht und jüngst zusammen mit dem berühmten Keltenstein vom Glauberg in einer Ausstellung gezeigt wurde. Unweit davon befinden sich die Felsformation Wilhelmsteine.
Kreuzungspunkt alter Fern-Handelsstraßen
An der Angelburg befand sich vom frühen bis zum hohen Mittelalter ein wichtiger Kreuzungspunkt alter Fern-Handelsstraßen, die auf den längeren Wasserscheiden verliefen. Zu nennen ist hier besonders die Ost-West-Trasse der „Leipzig-Kölner-Messe-Straße“, die bis nach Antwerpen, Brabant (Belgien) zog und daher auch Brabanter Straße genannt wurde. Sie hieß auch „Schelder-Wald-Straße“ und in alten Urkunden „strata publica“ (öffentliche Straße). 

Bedeutend war ehemals auch die  von Nord-Ost nach Süd-West verlaufende Herborner Hohe Straße. Sie verlief auf der Wasserscheide des Schelderwaldes und war vom Mittelalter bis Anfang der 1870er Jahre in Gebrauch. Nachdem die neue Landstraße in den Jahren 1871 bis 1875 von Niederscheld über Lixfeld nach Breidenbach gebaut und fertiggestellt wurde, verlor sie ihre jahrhundertelange Bedeutung. Heute wird sie als Forststraße genutzt.

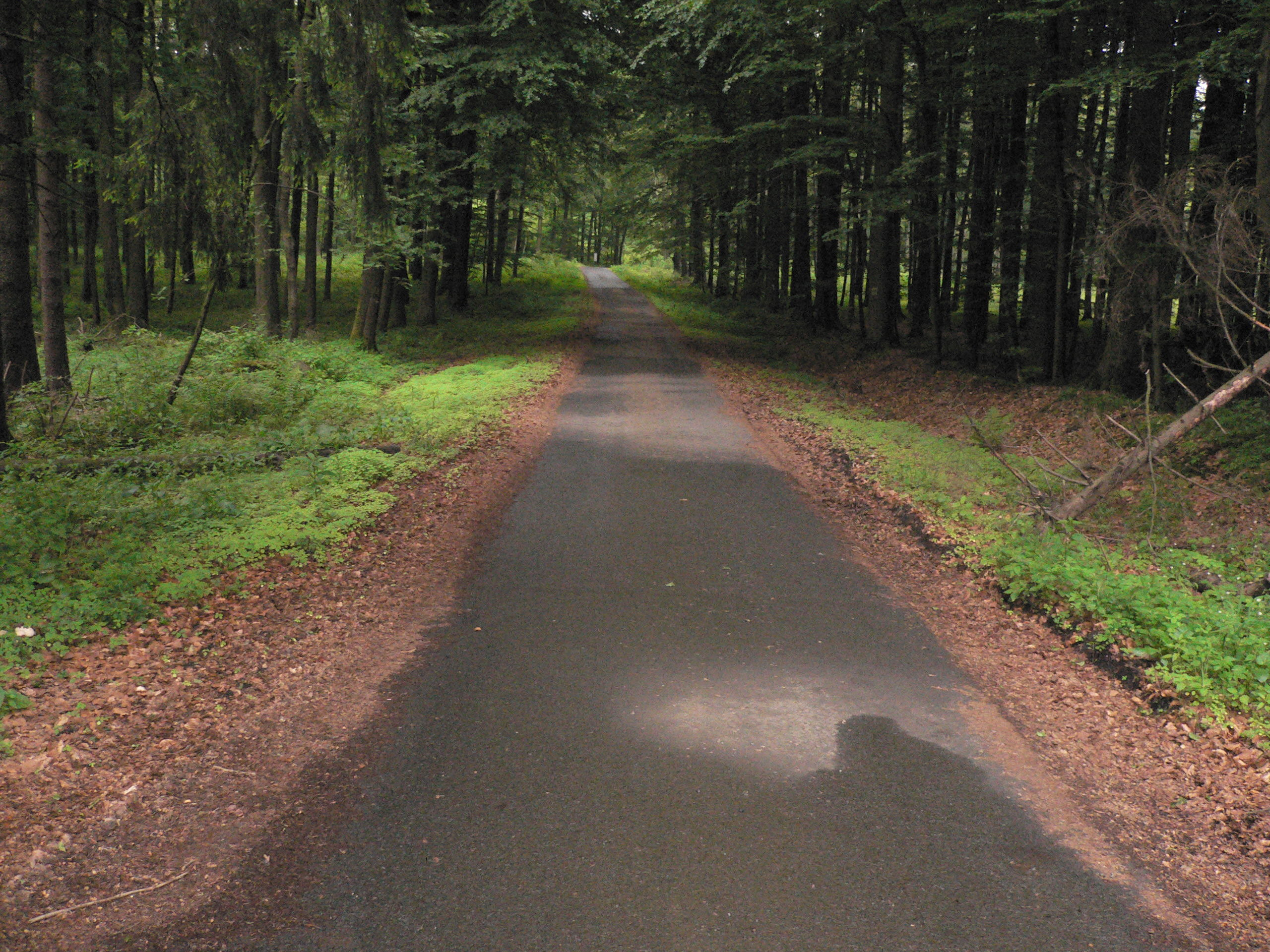
Herborner Hohe Straße heute

An der Angelburg mündete in dieses System auch der heute nahezu unbekannte Westfalenweg ein, der von Gießen aus am Dünsberg vorbei, etwa der heutigen Landesstraße 3047 bis zur Zollbuche folgend und weiter über Günterod, westlich an Hartenrod und Schlierbach vorbei bis zum Kreuzungspunkt verlief. Seine Trasse verlief weitgehend siedlungsfern auf der Lahn/Dill- bzw. Aar (Dill)-Salzböde-Wasserscheide. Über seine nördliche Fortsetzung konnte man nach Paderborn und bis Bremen gelangen. 
Von diesen alten Wegen zweigten unterwegs regionale Wege ab, deren Trassen man heute noch in Feld- und Waldwegen auf den kürzeren Wasserscheiden verfolgen kann.

## Wilhelmsteine

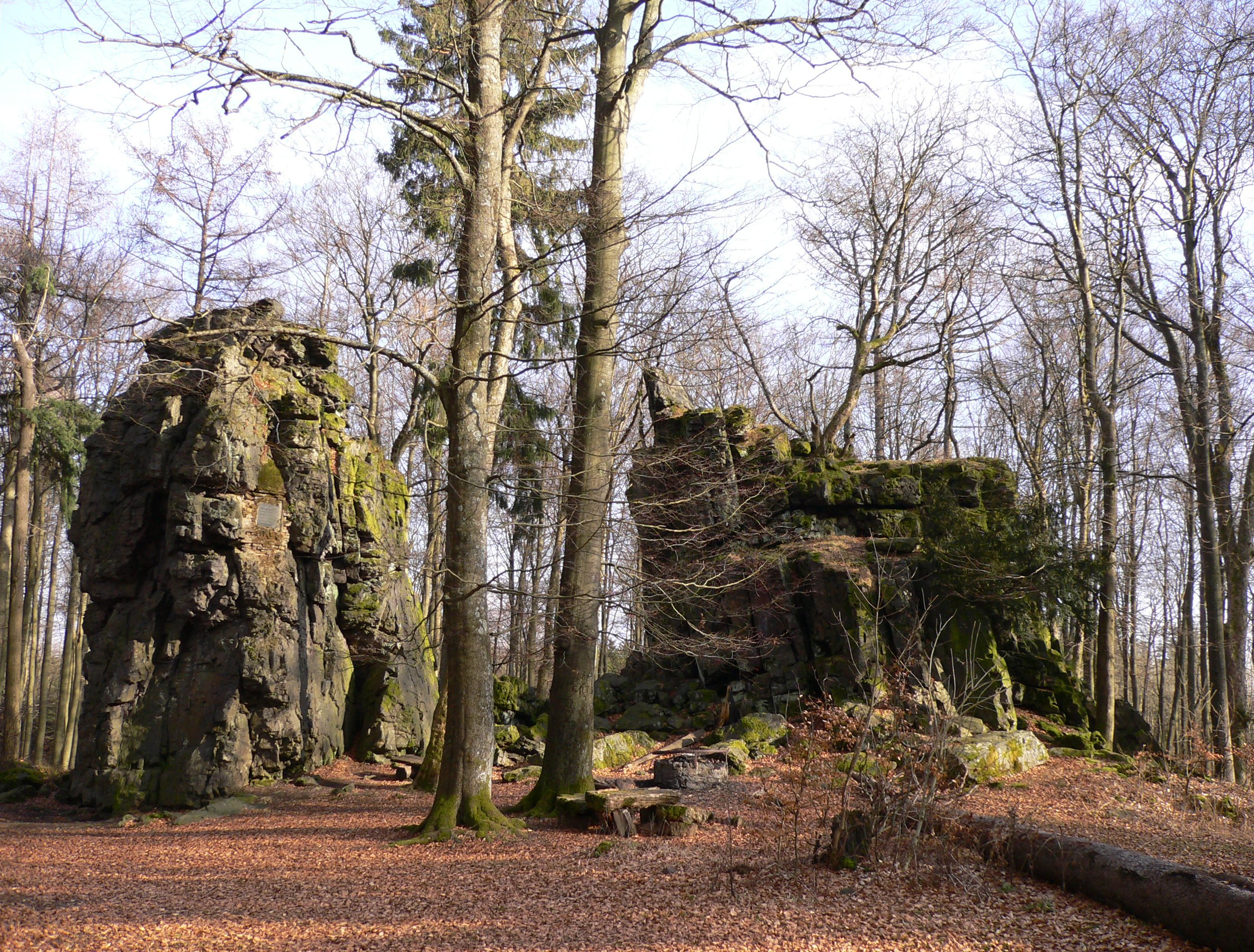
Die beiden Hauptfelsen der „Felsenburg“ Wilhelmsteine

Etwa 700 m südsüdöstlich vom Gipfel der Angelburg befinden sich auf den Hochlagen des Berges die oft als „Felsenburg“ bezeichneten Wilhelmsteine, ursprünglich Buchsteine genannt, die als Eisenkiesel-Härtlinge dem Abtrag widerstanden. Sie zeugen davon, dass die Angelburg ehemals eine weitaus höhere Einzelerhebung (Angelburg-Massiv) war, die im Lauf der Erdgeschichte bis auf ihre heutige Höhe abgetragen wurde. Ihre Gruppe von Eisenkiesel-Härtlingen, deren einzelne Exemplare bis zu 15 m hoch aufragen, sind ein bekanntes Naturdenkmal.
Man geht davon aus, dass sie ein überregionales vorchristliches Naturheiligtum waren. Heute findet dort noch alljährlich an Himmelfahrt ein Waldgottesdienst statt, an dem Bewohner der umliegenden Ortschaften teilnehmen.

## Fernsehturm Angelburg
Auf dem Gipfel der Angelburg steht seit 1968 der 171 m hohe Fernsehturm Angelburg (Funkübertragungsstelle Eschenburg 1). Er gehört zu den Grundnetzsendern der Deutschen Telekom.

## Verkehr und Wandern
Westlich vorbei an der Angelburg verläuft in ihrem Abschnitt zwischen Hirzenhain-Bahnhof und Lixfeld die Landesstraße 3042. Von dieser zweigt am Südostrand von Hirzenhain-Bahnhof die Kreisstraße 53 ab, die südwestlich vorbei am Berg südwärts nach Tringenstein führt. Südöstlich der Angelburg endet in Wallenfels als Stichstraße die von Südsüdwesten aus dem Tal des Siegbachs kommende K 54. Zum Beispiel an diesen Straßen beginnend kann der Berg auf Waldwegen und -pfaden erwandert werden. Über die Angelburg und vorbei an den Wilhelmsteinen führt der Radfernweg Seenradweg.